# HD 27894
HD 27894 är en ensam stjärna belägen i den mellersta delen av stjärnbilden Rombiska nätet. Den har en skenbar magnitud av ca 9,36 och kräver ett mindre teleskop för att kunna observeras. Baserat på parallax enligt Gaia Data Release 2 på ca 22,8 mas, beräknas den befinna sig på ett avstånd på ca 143 ljusår (ca 44 parsek) från solen. Den rör sig bort från solen med en heliocentrisk radialhastighet på ca 83 km/s.

## Egenskaper
HD 27894 är en orange till röd stjärna i huvudserien av spektralklass K2 V. Den har en massa som är ca 0,9 solmassor, en radie som är ca 0,8 solradier och har ca 0,4 gånger solens utstrålning av energi från dess fotosfär vid en effektiv temperatur av ca 4 900 K.

## Planetsystem
År 2005 tillkännagav Geneva Extrasolar Planet Search Team upptäckten av en exoplanet som kretsar kring stjärnan. År 2017 tillkännagavs upptäckten av ytterligare två exoplaneter. Den ena ligger mycket nära stjärnan liksom den som upptäckts tidigare, medan den andra kretsar kring stjärnan på ett mycket större avstånd. Det är den första konstellationen där ett så stort gap mellan banavstånden har hittats.
| Planet | Massa    | Halv storaxel (AE) | Siderisk omloppstid (d) | Excentricitet | Inklination | Radie |
| ------ | -------- | ------------------ | ----------------------- | ------------- | ----------- | ----- |
| b      | >0,66 MJ | 0,125              | 18,02 ± 0,02            | 0,047 ± 0,010 | -           | -     |
| c      | >0,16 MJ | 0,198              | 36,1 ± 0,2              | 0,02 ± 0,02   | -           | -     |
| d      | >5,4 MJ  | 5,4                | 5 200 ± 100             | 0,39 ± 0,05   | -           | -     |